# Pierwszy rząd Michaiła Miszustina
Rząd Michaiła Miszustina – rząd Federacji Rosyjskiej, utworzony w dniach 16–21 stycznia 2020 pod przewodnictwem Michaiła Miszustina.
Michaił Miszustin jako premier został zaakceptowany przez Dumę Państwową 16 stycznia 2020. Pierwszy raz w historii Rosji nikt nie zagłosował przeciw kandydaturze na premiera. Rząd powstał 21 stycznia 2020.

## Udzielenie zgody 16 stycznia 2020
| Klub                                        | Klub                                      | Głosowanie | Głosowanie     | Głosowanie | Nieobecni |
| Klub                                        | Klub                                      | Za         | Wstrzymali się | Przeciw    | Nieobecni |
| ------------------------------------------- | ----------------------------------------- | ---------- | -------------- | ---------- | --------- |
|                                             | Jedna Rosja                               | 326        | 0              | 0          | 15        |
|                                             | Komunistyczna Partia Federacji Rosyjskiej | 0          | 41             | 0          | 2         |
|                                             | Liberalno-Demokratyczna Partia Rosji      | 39         | 0              | 0          | 1         |
|                                             | Sprawiedliwa Rosja                        | 17         | 0              | 0          | 6         |
|                                             | Niezrzeszeni                              | 1          | 0              | 0          | 1         |
| ŁĄCZNIE                                     | ŁĄCZNIE                                   | 383        | 41             | 0          | 26        |
| Większość bezwzględna: 226, zgodę udzielono |                                           |            |                |            |           |

## Rząd Michaiła Miszustina (od 2020)
| Funkcja                                                                                  | Imię i nazwisko         | Imię i nazwisko           | Czas pełnienia funkcji | Czas pełnienia funkcji |
| Funkcja                                                                                  | Imię i nazwisko         | Imię i nazwisko           | Od                     | Do                     |
| ---------------------------------------------------------------------------------------- | ----------------------- | ------------------------- | ---------------------- | ---------------------- |
| Przewodniczący Rządu                                                                     |                         | Michaił Miszustin         | 16 stycznia 2020(dts)  |                        |
| Pierwszy zastępca przewodniczącego Rządu                                                 | Andriej Biełousow       | 21 stycznia 2020(dts)     |                        |                        |
| Zastępca przewodniczącego Rządu                                                          | Wiktorija Abramczenko   | 21 stycznia 2020(dts)     |                        |                        |
| Zastępca przewodniczącego Rządu                                                          | Jurij Borisow           | 21 stycznia 2020(dts)     | 15 lipca 2022(dts)     |                        |
| Zastępca przewodniczącego Rządu                                                          | Marat Chusnullin        | 21 stycznia 2020(dts)     |                        |                        |
| Zastępca przewodniczącego Rządu                                                          | Dmitrij Czernyszenko    | 21 stycznia 2020(dts)     |                        |                        |
| Zastępca przewodniczącego Rządu                                                          |                         | Tatjana Golikowa (JeR)    | 21 stycznia 2020(dts)  |                        |
| Zastępca przewodniczącego Rządu                                                          |                         | Dimitrij Grigorienko      | 21 stycznia 2020(dts)  |                        |
| Kierownik Aparatu Rządu                                                                  | 21 stycznia 2020(dts)   | Dimitrij Grigorienko      |                        |                        |
| Zastępca przewodniczącego Rządu                                                          | Aleksiej Owierczuk      | 21 stycznia 2020(dts)     |                        |                        |
| Zastępca przewodniczącego Rządu                                                          |                         | Jurij Trutniew (JeR)      | 21 stycznia 2020(dts)  |                        |
| Pełnomocny przedstawiciel Prezydenta w Dalekowschodnim Okręgu Federalnym                 | 21 stycznia 2020(dts)   | Jurij Trutniew (JeR)      |                        |                        |
| Minister sprawiedliwości                                                                 |                         | Konstantin Czujczenko     | 21 stycznia 2020(dts)  |                        |
| Minister transportu                                                                      |                         | Jewgienij Ditrich (JeR)   | 21 stycznia 2020(dts)  | 9 listopada 2020(dts)  |
| Minister nauki i szkolnictwa wyższego                                                    | Walerij Falkow (JeR)    | 21 stycznia 2020(dts)     |                        |                        |
| Minister budownictwa i gospodarki mieszkaniowo-komunalnej                                | Władimir Jakuszew (JeR) | 21 stycznia 2020(dts)     | 9 listopada 2020(dts)  |                        |
| Minister zasobów naturalnych i ekologii                                                  | Dmitrij Kobyłkin (JeR)  | 21 stycznia 2020(dts)     | 9 listopada 2020(dts)  |                        |
| Minister spraw wewnętrznych                                                              |                         | Władimir Kołokolcew       | 21 stycznia 2020(dts)  |                        |
| Minister pracy i opieki społecznej                                                       | Anton Kotiakow          | 21 stycznia 2020(dts)     |                        |                        |
| Minister rozwoju Dalekiego Wschodu i Arktyki                                             |                         | Aleksandr Kozłow (JeR)    | 21 stycznia 2020(dts)  | 10 listopada 2020(dts) |
| Minister zasobów naturalnych i środowiska                                                | 10 listopada 2020(dts)  | Aleksandr Kozłow (JeR)    |                        |                        |
| Minister oświaty                                                                         | Siergiej Krawcow (JeR)  | 21 stycznia 2020(dts)     |                        |                        |
| Minister kultury                                                                         |                         | Olga Lubimowa             | 21 stycznia 2020(dts)  |                        |
| Minister spraw zagranicznych                                                             | Siergiej Ławrow         | 21 stycznia 2020(dts)     |                        |                        |
| Minister przemysłu i handlu                                                              | Dienis Manturow         | 21 stycznia 2020(dts)     |                        |                        |
| Zastępca przewodniczącego Rządu                                                          | Dienis Manturow         | 15 lipca 2022(dts)        |                        |                        |
| Minister sportu                                                                          | Oleg Matycyn            | 21 stycznia 2020(dts)     |                        |                        |
| Minister ochrony zdrowia                                                                 | Michaił Muraszko        | 21 stycznia 2020(dts)     |                        |                        |
| Minister energetyki                                                                      | Aleksandr Nowak         | 21 stycznia 2020(dts)     | 10 listopada 2020(dts) |                        |
| Zastępca przewodniczącego Rządu                                                          | Aleksandr Nowak         | 10 listopada 2020(dts)    |                        |                        |
| Minister rolnictwa                                                                       | Dmitrij Patruszew       | 21 stycznia 2020(dts)     |                        |                        |
| Minister rozwoju gospodarczego                                                           |                         | Maksim Rieszetnikow (JeR) | 21 stycznia 2020(dts)  |                        |
| Minister finansów                                                                        | Anton Siłuanow (JeR)    | 21 stycznia 2020(dts)     |                        |                        |
| Minister rozwoju cyfrowego, łączności i komunikacji masowej                              |                         | Maksut Szadajew           | 21 stycznia 2020(dts)  |                        |
| Minister obrony                                                                          |                         | Siergiej Szojgu (JeR)     | 21 stycznia 2020(dts)  |                        |
| Minister obrony cywilnej, sytuacji nadzwyczajnych i likwidacji skutków klęsk żywiołowych |                         | Jewgienij Ziniczew        | 21 stycznia 2020(dts)  | 8 września 2021(dts)   |
| Minister rozwoju Dalekiego Wschodu i Arktyki                                             | Aleksiej Czekunkow      | 10 listopada 2020(dts)    |                        |                        |
| Minister budownictwa i gospodarki mieszkaniowo-komunalnej                                | Iriek Fajzullin         | 10 listopada 2020(dts)    |                        |                        |
| Minister transportu                                                                      |                         | Witalij Sawieljew (JeR)   | 10 listopada 2020(dts) |                        |
| Minister budownictwa i gospodarki mieszkaniowo-komunalnej                                |                         | Nikołaj Szulginow         | 10 listopada 2020(dts) |                        |
| Minister obrony cywilnej, sytuacji nadzwyczajnych i likwidacji skutków klęsk żywiołowych | Aleksandr Kurienkow     | 25 maja 2022(dts)         |                        |                        |